# 千金藤双羽節蜱
千金藤双羽節蜱（学名：Diptilomiopus stephanus）为双羽爪節蜱科羽爪節蜱屬下的一个种。